# Перегуда, Пётр Устинович
Пётр Устинович Перегуда (20.8.1913, Житомирская область — 21.2.1985) — советский военнослужащий, участник Великой Отечественной войны, командир стрелковой роты 331-го стрелкового полка 100-й стрелковой дивизии 7-й армии Северо-Западного фронта, лейтенант. Герой Советского Союза.

## Биография
Родился 20 августа 1913 года в посёлке Гришковцы ныне Бердичевского района Житомирской области. Член КПСС с 1942 года. В 1932 году окончил 8 классов Бердичевской трудовой школы № 10. Работал слесарем-трактористом Дорстроя № 656 в Виннице.
В мае 1936 года призван в Армию. В 1938 году окончил шестимесячные курсы младших лейтенантов. Участник советско-финской войны 1939—1940 годов. Был тяжело ранен.
Боевые действия на Карельском перешейке Красной Армии приходилось вести в сложных условиях. Финны имели здесь многополосную оборону, насыщенную дотами и дзотами. Передний край её прикрывался надолбами, противотанковыми рвами, минными полями, проволочными заграждениями. Для прорыва приходилось использовать артиллерию всех калибров, авиацию, но и это не всегда помогало. Действия осложнялись условиями суровой зимы 1939—1940 года с метелями, пургой.
Так было и 2 февраля 1940 года. К утру внезапно разыгралась пурга. Нервничали артиллеристы, вытащившие свои пушки и даже 152-миллиметровые гаубицы на самую кромку леса для стрельбы прямой наводкой. Метель постепенно стала утихать и к 12 часам прекратилась совсем. Началась артиллерийская обработка вражеских позиций. Около часа стоял сплошной гул орудийных выстрелов и разрывов снарядов. Казалось, огневые точки врага подавлены. Но как только наши пехотинцы пошли в атаку, ожил вражеский дот и губительным пулемётным и артиллерийским огнём заставил батальон отойти. Следующие атаки также оказались безуспешными. Командир полка решил блокировать и подорвать дот, используя для этого ночное время.
Обеспечение действий по захвату и подрыву было возложено на лейтенанта П. У. Перегуду. В белых маскировочных халатах ползком по снегу подбирались к противнику бойцы взвода П. У. Перегуды. Впереди — сапёры, проделывающие проходы, обезвреживающие не подорванные артиллерией мины. Левее и несколько позади таким же образом ползла к позициям противника группа захвата. В сорока-шестидесяти метрах от вражеских траншей бойцы П. У. Перегуды заняли позицию. Используя воронки от разрывов артиллерийских снарядов, установили пулемёты. Всё делалось бесшумно. Лейтенант расположился в центре боевого порядка, с ним — пулемётчики. Слева — помощник командира взвода, правее — второе пулемётное отделение. Группа захвата приготовилась атаковать траншеи. Кто-то подорвался на мине. Вслед за взрывом в небо взлетели вражеские осветительные ракеты, застучали, заработали пулемёты. Открыла огонь артиллерия противника. Бойцы залегли.
Сильный фронтальный и косоприцельный пулемётный огонь обрушился на смельчаков. Стало ясно, что в создавшейся обстановке они не в состоянии выполнить боевую задачу. Получен приказ: отходить. Взвод П. У. Перегуды прикрывал отход группы захвата и подрыва, используя огневую мощь своих пулемётов, затем лейтенант приказал своему помощнику отходить со взводом, а сам с пулемётчиками остался прикрывать отход.
Наступил рассвет. Четвёрка смельчаков во главе с лейтенантом П. У. Перегудой осталась в нейтральной зоне у самых вражеских позиций. Об отходе теперь нечего было и думать. Финны не давали поднять голову. Но отличные пулемётчики время от времени подавляли их огневые точки. Противник несколько раз пытался атаковать, но всякий раз огонь пулемётов заставлял его откатываться. Артиллерией и миномётами враг не мог действовать: близко, можно поразить своих солдат. Да и наши батареи не давали финнам открыть огонь. Вот так, укрываясь в воронках, зарываясь в снег, отважная четвёрка держала свой рубеж. И не только держала, а выявляла огневые точки противника, систему его обороны на участке полка, передавая все сведения командованию.
Но не стало связи — перебит провод. Ранен один из пулемётчиков. Боеприпасы на исходе. И только с наступлением ночи лейтенант П. У. Перегуда отошёл в расположение батальона.
15 февраля 1940 года, командуя ротой, лейтенант П. У. Перегуда первым бросился в атаку. Стремительно атакуя, рота ворвалась в траншеи противника, гранатами и штыками уничтожила до сотни вражеских солдат и офицеров. Продолжая развивать наступление, лейтенант П. У. Перегуда со своей ротой вышел на высоту западнее озера Сумма-Ярви. Здесь их задержал сильный пулемётный огонь из дота. П. У. Перегуда одним взводом обошел дот с тыла, заблокировал его и с помощью подошедших сапёров взорвал. В этом бою рота П. У. Перегуды захватила до десяти пулемётов, больше ста винтовок и автоматов, тысячи патронов и много другого военного имущества.
Наступая в глубине вражеской обороны с 15 февраля по 5 марта 1940 года, полк встретил упорное сопротивление на подступах к Выборгу. Здесь противник превратил в мощный узел обороны цементный завод. Накануне по заводу наша авиация нанесла несколько сильных бомбовых ударов, а сейчас он обстреливался артиллерией большой мощности. Однако опорный пункт продолжал существовать. Расположенный на стыке дорог, он держал их под огнём. Рота лейтенанта П. У. Перегуды при поддержке танков была брошена для захвата перекрестка дорог и блокирования опорного пункта. В ходе боя обнаружилось, что слева, по железной дороге, параллельной шоссе, курсирует бронепоезд и, взаимодействуя с опорным пунктом, держит под огнём рокадную дорогу на участке полка. Лейтенант выдвинул во фланг бронепоезда танки с задачей блокировать его, а роту направил на захват цементного завода. Правее роты П. У. Перегуды на цементный завод наступали ещё две роты батальона. Атаку поддержали авиация и артиллерия. После сильного огневого налёта взвилась сигнальная ракета, и с криками «ура» подразделение бросилось вперёд. И как всегда в атаке, бойцы увидели впереди своего лейтенанта. Рота П. У. Перегуды первой ворвалась на завод. Опорный пункт был взят. В этом бою лейтенант П. У. Перегуда был тяжело ранен.
Указом Президиума Верховного Совета СССР от 21 марта 1940 года за храбрость и отвагу, проявленные в боях с белофиннами лейтенанту Перегуде Петру Устиновичу присвоено звание Героя Советского Союза с вручением ордена Ленина и медали «Золотая Звезда».
В 1941 году окончил курсы «Выстрел». В начале Великой Отечественной войны П. У. Перегуду назначили на должность командира батальона в родную 100-ю стрелковую дивизию, с тяжёлыми боями отходившую от западной границы до подступов к Москве. В боях под городом Белым П. У. Перегуда был ранен. После выздоровления направлен на учёбу в Военную академию имени М. В. Фрунзе. Но уже во второй половине 1942 года он опять на фронте.
Воевал на Западном, Донском, Юго-Западном, 1-м и 2-м Украинских фронтах. Командовал стрелковым батальоном, 256-м стрелковым полком 299-й стрелковой дивизии, 292-м Волжским стрелковым полком 181-й Сталинградской ордена Ленина Краснознаменной стрелковой дивизии. Участвовал в разгроме немецких войск под Сталинградом, форсировал Днепр, освобождал родную Житомирщину и закончил войну под Веной.
После окончания Великой Отечественной войны подполковник П. У. Перегуда продолжал служить в Советской Армии, передавая свой большой опыт и знания молодым офицерам. В 1950 году окончил курсы усовершенствования офицерского состава. С 1955 года подполковник П. У. Перегуда — в запасе. Жил в городе Житомир. Был членом Военно-научного общества при Житомирском Доме офицеров. Умер 21 февраля 1985 года. Похоронен на кладбище «Дружба» (Корбутовском) в Житомире.
Награждён орденами Ленина, Отечественной войны 1-й степени, 2 орденами Красной Звезды, медалями.